# Estado imperial

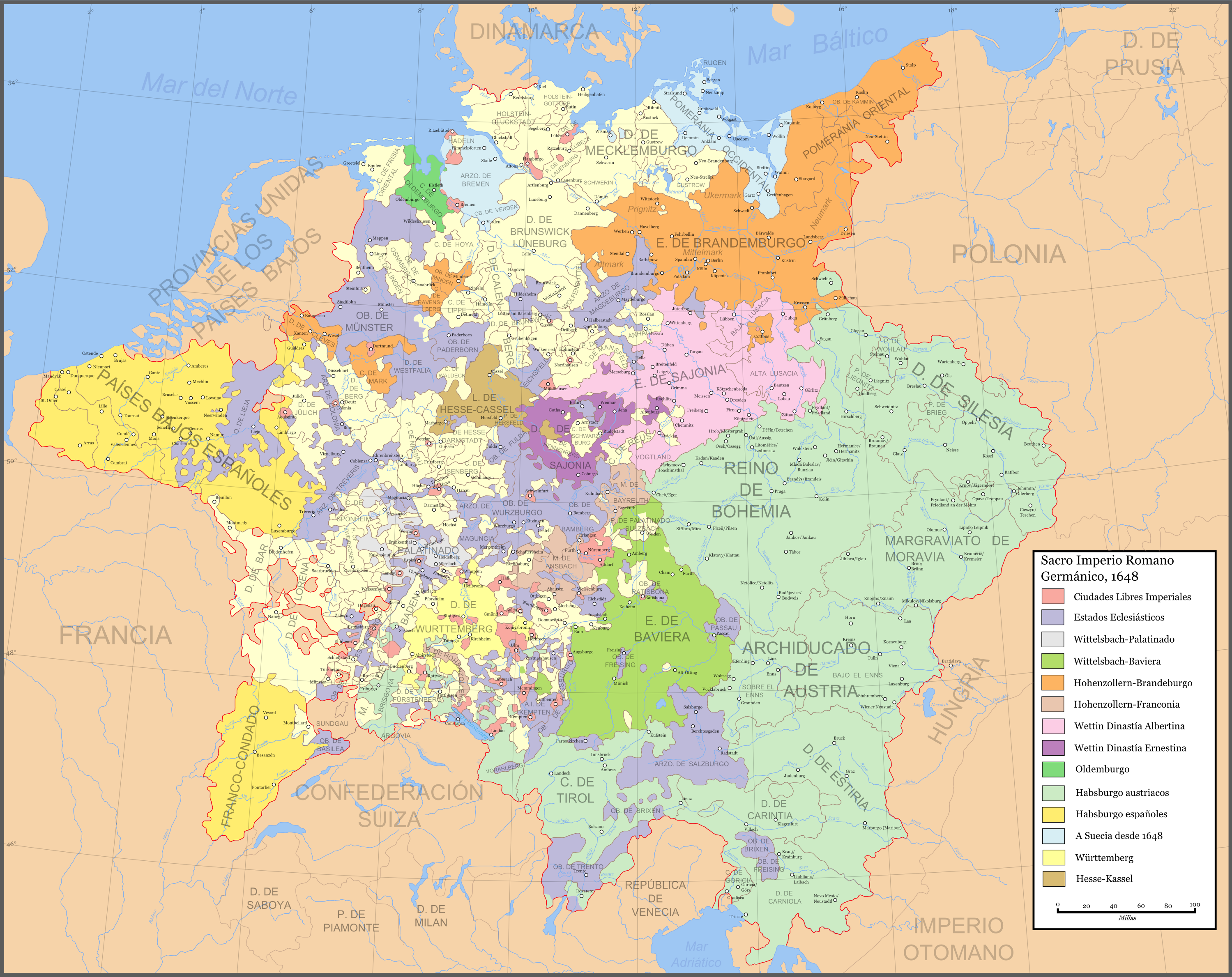
El Sacro Imperio después de la Paz de Westfalia, 1648.

Un estado imperial (en alemán: Reichsstand, plural: en alemán: Reichsstände) era una entidad territorial y política en el Sacro Imperio Romano Germánico con escaño y voto (Sitz und Stimme) en el Reichstag o Dieta Imperial. Los gobernantes de un estado imperial no tenían otra autoridad por encima de ellos que la del propio Emperador del Sacro Imperio Romano Germánico y, además, poseían importantes derechos y privilegios, incluido un alto grado de autonomía en el gobierno de sus territorios y de sus asuntos particulares. Algunos estados gobernados por príncipes alemanes con voto en la Dieta no tenían escaño (Hungría con los Habsburgo o Prusia bajo el Gran Maestre de la Orden Teutónica o con el duque de Brandeburgo, fueron un claro ejemplo durante toda la historia del Sacro Imperio Romano Germánico), mientras que unos pocos altos funcionarios del Sacro Imperio (como el mariscal hereditario [Erbmarschall] o el Ujier Hereditario [Erbtürhüter]) tenían escaño pero no voto: ni los citados altos cargos del Imperio ni los territorios sin escaño en la Dieta Imperial estaban calificados como estados imperiales. Hacia el final de su existencia, el Sacro Imperio Romano Germánico estaba compuesto por unos 360 estados casi independientes, muy diferentes entre sí en tamaño, rango, influencia y poder.

## Composición
Los estados imperiales podían ser tanto eclesiásticos como seculares. 
Los estados eclesiásticos fueron estableciéndose en el Sacro Imperio a partir de las donaciones territoriales que los emperadores y los gobernantes de estados seculares concedían a los titulares de arzobispados, obispados, abadías, monasterios o conventos y órdenes religioso-militares. Por tanto, en la mayoría de los casos, la autoridad temporal de los estados eclesiásticos (y no solo la espiritual), correspondía a arzobispos, obispos, abades o abadesas (con títulos encabezados por príncipes-arzobispos, príncipes-obispos, príncipes-abades o abadesas, príncipes-priores, príncipes-prebostes o grandes maestres). 
Los estados seculares eran gobernados por gobernantes de rango nobiliario principesco, incluyendo grandes duques, duques, condes palatinos, marqueses (mejor, sus rangos análogos específicamente alemanes como margraves o landgraves) y la mayoría de los príncipes, y solían tener un escaño y un voto individualizado en la Dieta Imperial. En un escalón más bajo, los gobernantes de rango comital (incluidos condes, señores y algunos príncipes de rango menor) y sus estados solían agrupar sus votos y escaños por circunscripciones territoriales, llamadas también círculos imperiales. Los pocos gobernantes (eclesiásticos y seglares) que participaban con su voto en la elección del emperador del Sacro Imperio tenían el título de príncipe elector (en alemán Kurfürst, plural Kurfürsten), asociado a un territorio llamado electorado. En un estado imperial, excepto los reyes de Bohemia, ninguno de sus gobernantes por debajo del emperador tenía el título de rey. 
También eran estados imperiales cada una de las ciudades imperiales libres del Sacro Imperio, cuyos votos, consultivos generalmente, estaban agrupados en colegios territoriales dentro de la Dieta Imperial.
Después de las guerras de religión de los siglos XVI y XVII que asolaron el Sacro Imperio, quedó firmemente establecido que la religión de un estado imperial era una característica del estado, no de su poseedor: cuando el gobernante cambiaba de religión, no lo hacía su estado (como ocurrió con el Electorado de Sajonia en el siglo XVIII, que siguió siendo un estado imperial protestante aun cuando sus electores pasaron a ser católicos con la conversión del elector Federico Augusto I).

### Obtención de la condición estatal
La condición de estado imperial estaba atribuida normalmente a un territorio dentro del Imperio, antes que a una familia nobiliaria o persona específica (reichsständische Personalisten) sin posesiones territoriales: un caballero del Sacro Imperio (Reichsrittern) sin más posesiones que su título pertenecía a una baja nobleza que no podía aspirar a la condición de estado imperial.
Originalmente, únicamente el Emperador podía conceder la condición de estado, pero a partir de 1653, la Dieta Imperial introdujo varias restricciones a esta facultad del emperador. A partir de entonces, la creación de un nuevo estado imperial requeriría el acuerdo del Consejo de Electores y del Consejo de Príncipes de la Dieta Imperial (si el nuevo estado imperial tuviera además la calidad de electorado, se requeriría además el acuerdo del Consejo de las Ciudades). El gobernante del nuevo estado imperial debía aceptar las obligaciones fiscales y militares debidas al Sacro Imperio. Además, se requería que el nuevo estado imperial fuera aceptado en alguna de las circunscripciones territoriales (también llamadas círculos imperiales) en las que estaba dividido el Sacro Imperio (si el título fuera de rango comital, el nuevo estado también tendría que ser aceptado en alguno de los bancos que agrupaban el voto de los príncipes de menor rango en la Dieta Imperial).
Teóricamente, los estados imperiales personales (sin territorio asociado dentro del Sacro Imperio) estaban prohibidos después de 1653, pero se hicieron excepciones a menudo (por ejemplo, algunos condes como Colloredo, Griech o Neipperg fueron admitidos en el Banco de condes de Franconia antes de que adquirieran un territorio suficiente como para ser admitidos por los dos Consejos de electores y de príncipes como para alcanzar el estatus de estado imperial).

### Pérdida de la condición estatal
Una vez que un territorio obtenía la condición de Estado, solo podía perderla bajo muy pocas circunstancias:
- Un territorio cedido a una potencia extranjera dejaba de ser un Estado Imperial: es el caso de los Estados occidentales del Imperio, provenientes de la Lotaringia carolingia, que bajo el empuje de Francia fueron absorbidos por esta, y así abandonaron la condición de Estados Imperiales: Provenza (en 1246), el Delfinado (en 1349), los Tres Obispados de Metz, Toul y Verdún (en 1558), Alsacia (en 1648), el Franco-Condado (en 1678), Lorena (en 1736) y los Estados de la orilla izquierda del Rin (en 1801). Los cantones suizos se independizaron de sus señores feudales de la Casa de Habsburgo y vieron reconocida su independencia del Sacro Imperio al final de la Guerra de los Treinta Años, con la Paz de Westfalia en 1648.

- Además, un Estado mediatizado (ver Mediatización y Secularización), es decir, un Estado colocado bajo la autoridad, pero no la soberanía (los anteriores gobernantes mantenían sus títulos nobiliarios), de un poder extranjero, podía perder la condición de Estado del Sacro Imperio. Desde 1648 en adelante, la condición de Estado estuvo circunscrita a la titularidad de la misma familia gobernante, antes que a un territorio; si el territorio era heredado por otra dinastía diferente, dejaba de ser Estado Imperial, a menos que el Emperador, explícitamente, permitiera lo contrario.

- Por último, un territorio del Sacro Imperio podía perder la condición de Estado por estar sometido su gobernante a la interdicción imperial (el ejemplo más notable ocurrió en 1621 cuando el emperador Fernando II de Habsburgo sometió a interdicto imperial al Elector Palatino del Rin Federico V del Palatinado a causa de la pretensión de éste sobre el Reino de Bohemia, territorio gobernado por la Casa de Habsburgo que en esas fechas estaba en plena revuelta dentro de la Guerra de los Treinta Años; el Palatinado fue expulsado de la Dieta Imperial y del Colegio de Electores de la misma, siendo sustituido por el ducado de Baviera, cuyo duque se convirtió a partir de esa fecha en Elector Imperial y su territorio, en Electorado).

## Derechos y privilegios
Los Estados Imperiales gozaban de varios derechos y privilegios. Sus gobernantes tenían autonomía para regular sus propios asuntos y los de su casa; en particular, se les permitía fijar normas relativas a la herencia de sus Estados Imperiales sin interferencias del Sacro Imperio. Después del Tratado de Westfalia (1648) pudieron firmar tratados y concertar alianzas con otros Estados Imperiales e incluso con potencias extranjeras sin el permiso expreso del Emperador. Sólo a los príncipes electores (y no a otros príncipes) se les permitió ejercitar ciertas regalías, como el poder de acuñar moneda, cobrar impuestos y peajes y el monopolio sobre las minas de oro y plata de sus territorios.
Entre los principales derechos de los gobernantes de un Estado Imperial se encontraban:
- Tener escaño y voto en el Reichstag; el voto podía ser individual (Virilstimme) o colectivo (Curiatstimme).
- Ser suspendido o privado de su estatus solo por sus pares (salvo en los casos de abuso sobre regalías, como la acuñación o cobro de peajes, en los que el Emperador o las Cortes de Justicia del Sacro Imperio podían ordenar la suspensión).
- Precedencia sobre todos los súbditos del Imperio (la precedencia entre los propios Estados Imperiales estaba claramente definida en las ceremonias del Reichstag).
- El derecho de asociación y voto dentro de su propio Consejo.
- El derecho de voto agrupado por religión (procedimiento llamado itio in partes), que podría invocarse para tratar cualquier asunto, no solo el religioso: los Estados se agrupaban por su religión (el cuerpo o banco católico y el banco protestante del Sacro Imperio, que estaban presididos, respectivamente, por el Elector Arzobispo de Maguncia y el Elector de Sajonia, aunque este último fuera también católico). En cada cuerpo se tomaba por mayoría los acuerdos según el número de votos que los Estados que los componían tenían en la Dieta. Así agrupados, los dos bancos religiosos tenían capacidad de veto en la Dieta Imperial, pues no podría acordarse ninguna decisión si los dos cuerpos tomaban resoluciones opuestas.

## Reichstag

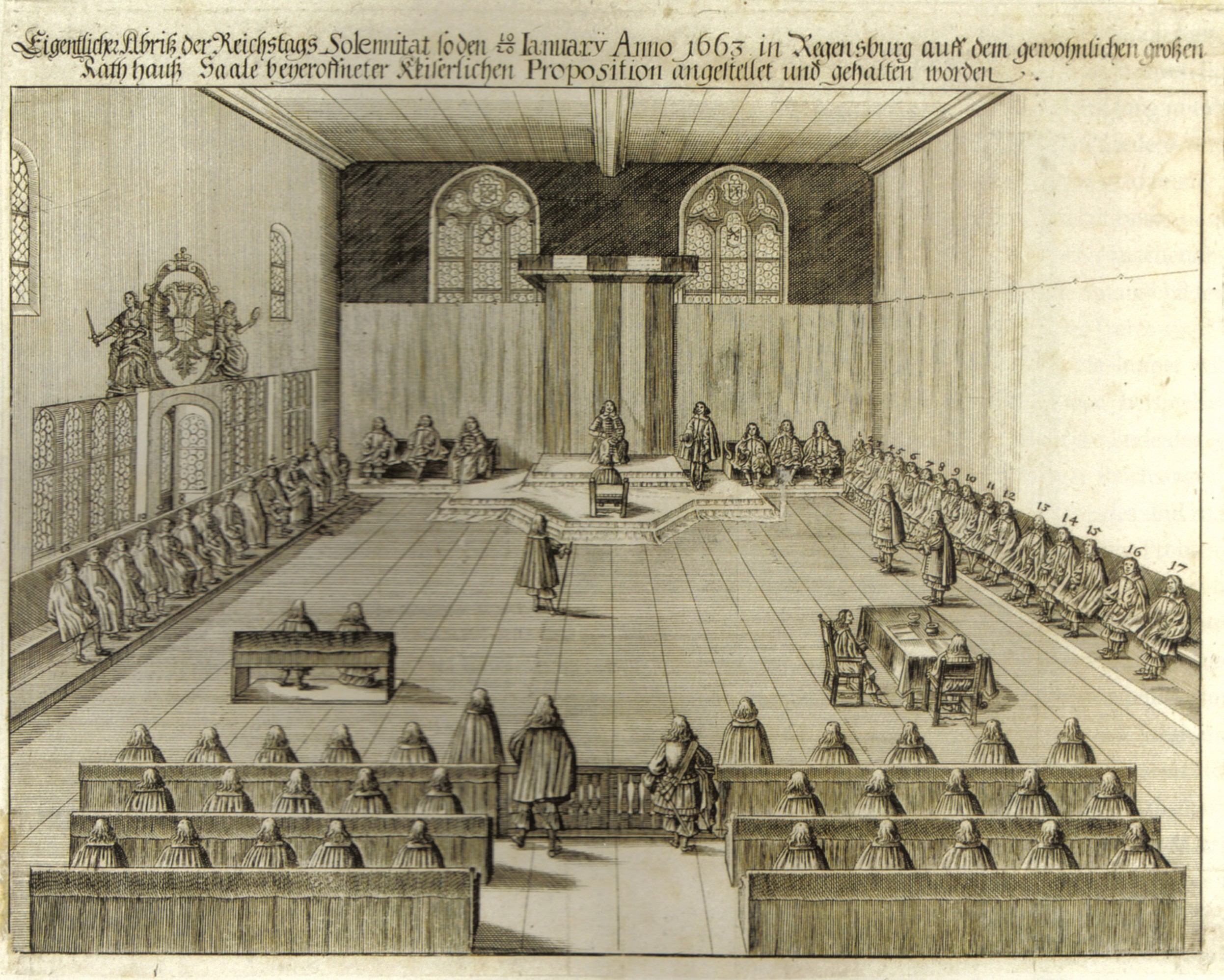
Ilustración del Reichstag grabado en cobre (1663).

El Reichstag, o Dieta Imperial, hacia 1495 se había dividido con la Reforma Imperial (Reichsreform) del emperador Maximiliano I de Habsburgo en tres Consejos: el Consejo de los Electores, el Consejo de los Príncipes y el Consejo de las Ciudades. El primero estaba formado por los Estados electorales, tanto eclesiásticos como seglares, esto es, los únicos votos del Reichstag que podían elegir al siguiente Emperador del Sacro Imperio; los demás Estados de la Dieta Imperial (salvo las ciudades imperiales libres, reunidas en el tercer consejo) pertenecían al Consejo de los Príncipes. 
Los votos en la Dieta estaban asociados a los Estados antes que a sus gobernantes. Por lo tanto, una persona gobernando en varios Estados podía emitir varios votos, los correspondientes a cada uno de sus Estados; de modo similar, los distintos gobernantes de un mismo Estado (dividido por herencia entre los miembros de una misma familia, por ejemplo), debían compartir el voto que correspondía a su Estado. Estas normas no se formalizaron hasta 1582, pues anteriormente, cuando varios individuos heredaban partes del mismo Estado, a menudo recibieron del Emperador el derecho a voto cada uno, convirtiendo sus heredades en Estados Imperiales.
Los votos de los Estados Imperiales podían ser individuales o colectivos. Los príncipes seculares de mayor rango (duques, margraves y príncipes) y eclesiásticos (arzobispos, obispos de importantes diócesis, abades y abadesas de grandes monasterios, grandes maestres de órdenes religioso-militares) solían tener votos individuales (como se ha indicado antes, a veces compartidos entre los miembros de una misma dinastía). El resto de los gobernantes de menor rango (condes y señores seglares y prelados de la Iglesia) colegiaban su voto, organizándose en distritos territoriales. Los colegios eclesiásticos del Consejo de los Príncipes fueron dos: el Banco del Rin y el Banco de Suabia, cada uno de ellos con un número de votos colectivos. Los condes y señores seglares fueron agrupados en cuatro circunscripciones: el Banco de Wetteravia, el Banco de Suabia, el Banco de Franconia y el Banco de Westfalia.
Ningún Elector podía acumular múltiples Electorados, ni los Electorados podían dividirse como tales entre múltiples herederos. Por eso, en el Consejo de los Electores cada uno de ellos tenía exactamente un voto. En cambio, si los Electores gobernaban además en otros Estados Imperiales, tenían derecho a votar en el Consejo de los Príncipes por sus Estados. Similarmente, los príncipes que además de su principado gobernaban en otros territorios de rango comital, además de su voto individual en el Consejo de los Príncipes tenían derecho a su voto agrupado en el correspondiente Banco de su Estado comital. En el Reichstag de 1792, por ejemplo, el Elector de Brandeburgo (además de su voto en el Consejo de los Electores) dispuso de ocho votos individuales en el Consejo de los Príncipes y un voto colegiado en el Banco de Westfalia de los Estados Imperiales seglares. Del mismo modo, entre los Estados eclesiásticos, el Gran Maestre de la Orden Teutónica dispuso de un voto individual en el Consejo de los Príncipes y dos votos colegiados en el Banco del Rin de los Estados Imperiales eclesiásticos.

## Final
Con la desaparición formal del Sacro Imperio Romano Germánico en 1806, los Estados Imperiales dejaron de existir como entidades políticas del mismo. Las unidades territoriales siguieron el devenir político de la época napoleónica y su final. Las menores en tamaño y poder fueron absorbidas o mediatizadas por los más poderosos y los demás se reorganizaron sucesivamente en otras entidades supraestatales, con centro en Francia (Confederación del Rin), Austria (Confederación Germánica) y Prusia (Imperio Alemán).